# کورمین‌بوف
کورمین‌بوف (به زبان آرپیتان: Corminbœf) یک شهر است که در بخش سرین کانتون فریبورگ در کشور سوئیس واقع شده است. در سال ۲۰۱۷ شهرداری شزوپلو با فرمان دولت محلی کانتون فریبورگ منحل شد و زمین‌های آن در کورمین‌بوف ادغام شد.
جمعیت این شهر در پایان سال ۲۰۱۸ بالغ بر ۲۶۹۵ نفر بوده است.